# Барибан, Михаил Михайлович
Михаил Михайлович Барибан (25 февраля 1949, Краснодар — 8 августа 2016, Краснодар) — мастер спорта СССР международного класса по лёгкой атлетике, специализировавшийся в тройном прыжке.

## Карьера
В 17 лет под руководством заслуженного тренера РСФСР Артёма Михайловича Агаекова стал мастером спорта. Рекордсмен РСФСР в десятиборье. Единственный из всех прыгунов мира не раз побеждал на соревнованиях трехкратного олимпийского чемпиона Виктора Санеева.
В 1968 году стал двукратным чемпионом Европейских юниорских легкоатлетических игр: в тройном прыжке (15,94 м) и в прыжке в длину (7,78 м).
Участник летних Олимпийских игр в Мюнхене (1972). С результатом 16,30 м занял девятое место.
Призёр двух чемпионатов Европы в помещении: в Роттердаме (1973) — бронза и в Гётеборге (1974) — серебро. Победитель Универсиады в Москве (1973).
Чемпион СССР (1972). Серебряный призёр чемпионата СССР (1973). Ушел из спорта после автоаварии. 
Окончил Краснодарский политехнический институт по специальности «инженер-механик». Работал заместителем начальника отдела технического обслуживания «Крайбыттехника». Затем преподавал на кафедре легкой атлетики Краснодарского института физической культуры, параллельно окончив Государственный центральный ордена Ленина институт физической культуры. Работал на телевидении, вёл передачу «Не просто спорт», был комментатором на летних Олимпийских играх в Москве (1980).

## Кино
В 1978 году снялся в художественном фильме «Мужские игры на свежем воздухе» режиссёра Роланда Калныньша.